# 鬼平犯科帳スペシャル 山吹屋お勝
『鬼平犯科帳スペシャル 山吹屋お勝』（おにへいはんかちょうスペシャル やまぶきやおかつ）は、フジテレビ系列で2005年2月8日に放送された池波正太郎原作の時代劇シリーズ『鬼平犯科帳』のスペシャルドラマ。

## 概要
本作は、二代目中村吉右衛門主演のテレビ時代劇『鬼平犯科帳』のテレビ第1シリーズ第20話「山吹屋お勝」のリメイク作品にあたる。

## ストーリー
ある日三沢仙右衛門親子が平蔵宅を訪ねる。仙右衛門が茶屋女のお勝と再婚するというので家庭内の騒動になり、平蔵はお勝の人柄を見て欲しいと依頼される。平蔵が茶屋に足を運んで見ると少々腑に落ちぬところもあって、密偵関宿の利八に調査をさせるべく茶屋に行かせると…

## スタッフ
- 企画 - 能村庸一（フジテレビ）、武田功（松竹）
- プロデューサー - 保原賢一郎（フジテレビ）、佐生哲雄（松竹）
- 原作 - 池波正太郎 （文春文庫刊）
- 脚本 - 古田求
- 音楽 - 津島利章
- 美術監修 - 西岡善信
- 料理指導 - 阿部孤柳
- テーマ音楽 - インスピレイション / ジプシー・キングス
- ナレーター - 能村太郎
- 監修 - 小野田嘉幹
- 監督 - 石原興
- 制作 - フジテレビ、松竹

## キャスト
- 長谷川平蔵 - 二代目中村吉右衛門
- 久栄 - 多岐川裕美
- 酒井祐助 - 勝野洋
- 木村忠吾 - 尾美としのり
- 村松忠之進 - 沼田爆
- 沢田小平次 - 真田健一郎
- 三井忠次郎 - 中村吉之助
- 竹内孫四郎 - 中村吉三郎
- 山崎国之進 - 中村吉五郎
- 松永弥四郎 - 宮川不二夫
- 同心 - 中村吉六
- 同心 - 中村吉二郎
- 小林金弥 - 三代目中村歌昇
- 小房の粂八 - 蟹江敬三
- 伊三次 - 三浦浩一
- 三次郎 - 藤巻潤
- おとき - 江戸家まねき猫
- 大滝の五郎蔵 - 綿引勝彦
- おまさ - 梶芽衣子
- 三沢仙右衛門 - 橋爪功
- お勝 - 床嶋佳子
- 相川彦蔵 - 嶋田久作
- 初蔵 - 金田明夫
- 荒川の久松 - 田中要次
- 芳斉 - 曽我廼家文童
- おさい - 高間智子
- おみつ - 山崎華奈
- 一六 - 片山錬
- およし - 藤原ひろみ
- 小僧 - 横田凌祐
- 霧の七郎 - 平泉成
- 関宿の利八 - 吉田栄作